# Coupe intercontinentale de futsal printemps 1997
Navigation
automne 1997
L'édition du printemps 1997 de la Coupe intercontinentale de futsal est la première édition de la compétition. Elle voit huit clubs s'affronter du 10 au 16 ars 1997 à Porto Alegre au Brésil.
L'Inter/Ulbra, qui accueille la compétition, est sacré en remportant la finale contre le FC Barcelone après prolongation. Le tournoi voit aussi la tenue d'une des rencontres les plus étranges de l'histoire. Le Barça et le Di Bufala SC font tout pour perdre la dernière rencontre de groupe l'un contre l'autre, afin d'éviter d'affronter l'Inter/Ulbra en demi-finale. Les équipes marquent contre leur camp et les gardiens défendent le but adverse.

## Organisation

### Format
Les équipes sont divisées en deux groupes de quatre clubs qui s'affrontent en tournoi toutes rondes,.
Les deux premiers de chaque groupe se qualifient pour les demi-finales à élimination directe, les deuxièmes affrontant les premiers de l'autre groupe.
La compétition a lieu à Porto Alegre au Brésil, dans le Pabellón Gigantinho.

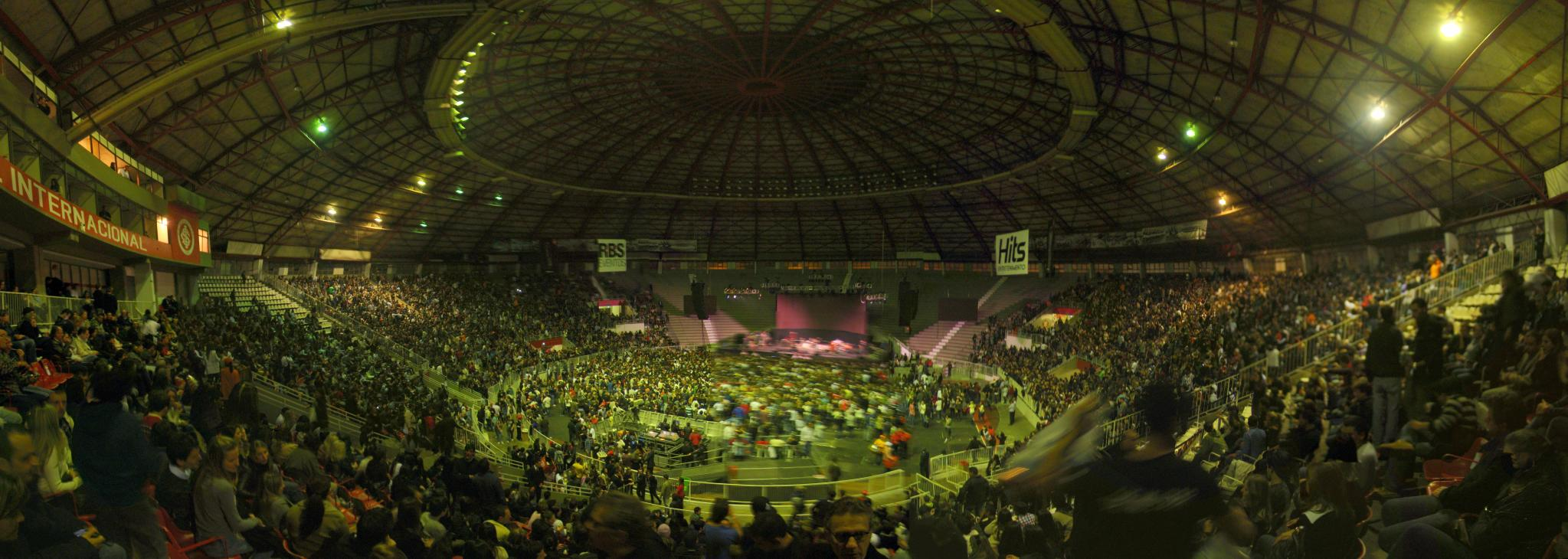
L'intérieur du Gigantinho en 2011.

### Participants
Huit clubs s'affrontent,,,. Dans le groupe A, se trouvent le Barça et Di Bufala ainsi que Peñarol (Uruguay) et Genk (Belgique). Dans le B, l'International de Porto Alegre, ou Inter-Ulbra, Bunga Melatti (Pays-Bas), Universidad de Chile et Boca Juniors (Argentine).
| Pays       | Ville             | Nom du club            | Continent        | Palmarès                                                  | Groupe |
| ---------- | ----------------- | ---------------------- | ---------------- | --------------------------------------------------------- | ------ |
| États-Unis | San Francisco     | Di Bufala Sport Club   | Amérique du Nord | Championnat des États-Unis 1996                           | A      |
| Espagne    | Barcelone         | FC Barcelona           | Europe           | Coupe du roi 1989, Coupe des coupes 1989[réf. nécessaire] | A      |
| Uruguay    | Montevideo        | CA Peñarol             | Amérique du Sud  | tournoi de l'AUF x2, championnat d'Uruguay 1997           | A      |
| Belgique   | Gand              | ZVK Ford Genk          | Europe           | Championnat ABFS x2, Championnat URBSFA x3                | A      |
| Pays-Bas   | Tilbourg          | Kanjers / Bunga Melati | Europe           | Championnat des Pays-Bas x2, Coupe x1, Supercoupe x2      | B      |
| Brésil     | Porto Alegre      | Inter Ulbra            | Amérique du Sud  | Championnat du Brésil 1996                                | B      |
| Argentine  | Buenos Aires      | CA Boca Juniors        | Amérique du Sud  | Championnat d'Argentine x2                                | B      |
| Chili      | Santiago de Chile | Universitad de Chile   | Amérique du Sud  | inconnu                                                   | B      |

## Compétition

### Phase de groupes
Le dernier match du Groupe A crée une polémique. Plus tôt, dans l'autre groupe, le favori et hôte brésilien Inter-Ulbra s'incline étonnement contre Bunga Melati, ce qui le place deuxième du groupe B. Tout déjà deux qualifiés, le Barça et Di Bufala sont tous deux intéressés pour perdre l'ultime rencontre de la poule A, afin d'éviter les Brésiliens en demi-finale,,. Après une première période sans aucune intensité ni volonté de marquer, le Barça marque contre son camp à deux reprises. Le portier américain est exclu après reçu deux cartons jaunes après avoir intenté deux buts contre son camp, défendu par le gardien catalan. Le Barça atteint son objectif et s'incline 1-3,.

Favoris et après avoir marqué 16 buts contre l'Université du Chili, l'Inter est battu par le Néerlandais Bunga Melatti 7-5, qui finira premier du groupe au terme de la troisième journée,. Cette situation entraîne un dernier match étrange dans l'autre groupe afin d'éviter l'Inter en demi-finale,.

### Phase finale
Barcelone remporte sa demi-finale contre les Néerlandais 7-5 et Di Bufala perde 11-0 face à l'Inter,. La finale est remportée par les Brésiliens face au Barça (4-2) après prolongation.
|  | Demi-finales | Demi-finales |             |      | Finale       | Finale       |
|  | Demi-finales | Demi-finales |             |      | Finale       | Finale       |
|  |              |              |             |      |              |              |
|  | 14 mars 1997 | 14 mars 1997 |             |      | 16 mars 1997 | 16 mars 1997 |
|  | 14 mars 1997 | 14 mars 1997 |             |      | 16 mars 1997 | 16 mars 1997 |
|  | Di Bufala SC | 0            |             |      | 16 mars 1997 | 16 mars 1997 |
|  | Di Bufala SC | 0            |             |      | 16 mars 1997 | 16 mars 1997 |
|  | Inter Ulbra  | 11           |             |      | 16 mars 1997 | 16 mars 1997 |
|  | Inter Ulbra  | 11           | Inter Ulbra | 4 ap |              |              |
|  |              |              | Inter Ulbra | 4 ap |              |              |
|  |              | FC Barcelone | 2           |      |              |              |
|  | Bunga Melati | FC Barcelone | 2           | 5    |              |              |
|  | Bunga Melati |              |             | 5    |              |              |
|  | FC Barcelona | 7            |             |      |              |              |
|  | FC Barcelona | 7            |             |      |              |              |

| Titulaires :  |               |
|               |               |
|               | Serginho      |
|               | Julio César   |
|               | Waguinho      |
|               | Manoel Tobias |
|               | Leandro       |
|               |               |
| Remplaçants : |               |
|               | Bela          |
|               | Vandré        |
|               | Ortiz         |
|               | Carlinhos     |
|               |               |

| Titulaires :  |           |
|               |           |
|               | Silva     |
|               | Alécio    |
|               | Andreu    |
|               | Dani      |
|               | Alexandre |
|               |           |
| Remplaçants : |           |
|               | Paquito   |
|               | Emílio    |
|               |           |

| Titulaires :  |               |
|               |               |
|               | Serginho      |
|               | Julio César   |
|               | Waguinho      |
|               | Manoel Tobias |
|               | Leandro       |
|               |               |
| Remplaçants : |               |
|               | Bela          |
|               | Vandré        |
|               | Ortiz         |
|               | Carlinhos     |
|               |               |

| Titulaires :  |           |
|               |           |
|               | Silva     |
|               | Alécio    |
|               | Andreu    |
|               | Dani      |
|               | Alexandre |
|               |           |
| Remplaçants : |           |
|               | Paquito   |
|               | Emílio    |
|               |           |

## Récompenses individuelles
| Classement des buteurs, | Classement des buteurs, | Classement des buteurs, |
| Buts                    | Nom                     | Club                    |
| ----------------------- | ----------------------- | ----------------------- |
| 11                      | Bella                   | Inter/Ulbra             |
| 8                       | De Bever                | Bunga Melati            |
| 6                       | Alexandre               | FC Barcelone            |
| 6                       | Manoel Tobias           | Inter/Ulbra             |
| 4                       | Lettinck                | Bunga Melati            |
| 4                       | Leandro                 | Inter/Ulbra             |
| 3                       | Sosa                    | Boca Juniors            |
| 3                       | Mandim                  | Di Bufala               |
| 3                       | Ortiz                   | Inter/Ulbra             |
| 3                       | Nuñes                   | CA Peñarol              |

John De Bever, joueur du Bunga Melati, est élu meilleur joueur de la compétition,. Serginho (Inter/Ulbra) est élu meilleur gardien de but encaissant onze buts au total.
Bella, de l'Inter/Ulbra, termine meilleur buteur avec onze réalisations,.